# Breviceps
Breviceps là một chi động vật lưỡng cư trong họ Brevicipitidae, thuộc bộ Anura. Chi này có 15 loài và 20% bị đe dọa hoặc tuyệt chủng.

## Hình ảnh

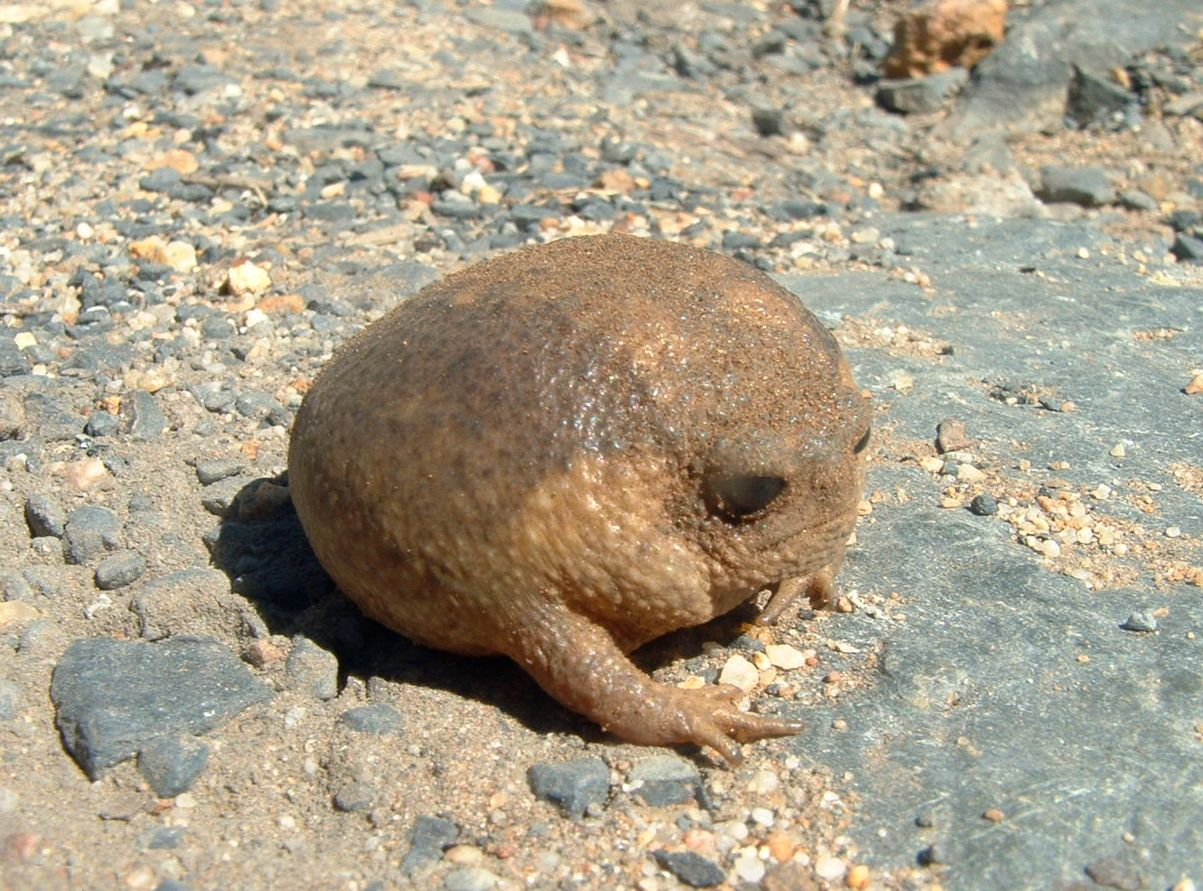
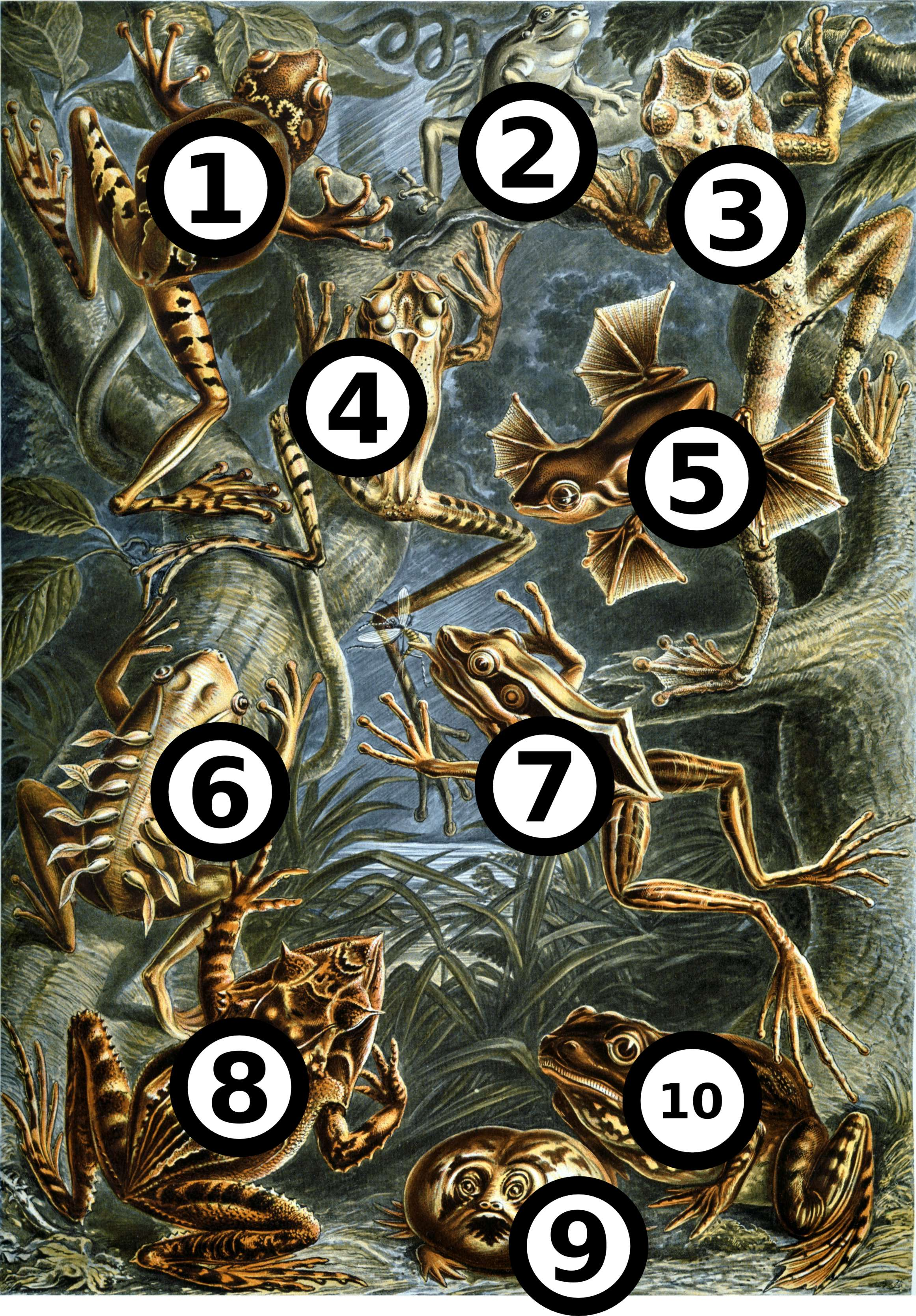